# Proto-Mongols

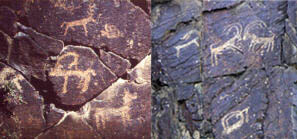
Peintures rupestres proto-mongoles

Les Proto-Mongols sont un ensemble de peuples ayant une culture commune, vivant dans une région habitée par les êtres humains depuis l'âge de la pierre, il y a plus de 800 000 ans. Ces peuples sont passés par l'âge du bronze entre -4000 et -2000 environ, puis l'âge du fer d'environ -700 à -500.
Les proto-mongols ont formé des alliances qui sont entrées en conflit avec la Chine, dès le début de sa formation. La première Grande Muraille de Chine est construite à partir du Ve siècle avant notre ère par l'État de Qi pour se protéger d'eux.
Le khaganat ruanran existait de 333 à 555, jusqu'à ce qu'il ait été battu par les Göktürk, qui formèrent alors le Khaganat turc (552 — 744).
Celui-ci fut à son tour vaincu par la puissance montante de la Chine de la dynastie Tang.
La destruction du khaganat ouïgour (744 — 848) par le Ienisseï kirghize (Khakhas) provoqua la fin de la dominance turque en Mongolie.
Leurs descendants régneront deux fois sur l'ensemble de la Chine, les Mongols sous la Dynastie Yuan et les Toungouses mandchous de la dynastie Qing, s'intégrant ainsi progressivement dans la nation chinoise. Les mongols khalkhas prendront toutefois leur indépendance à la Chine, progressivement à partir de 1911, lors de la chute de l'Empire chinois en l’entérinant pendant la République de Chine, avec la proclamation de la République populaire mongole en 1924, soutenue par l'Union soviétique (URSS).
Parler de Proto-Turcs serait techniquement tout à fait justifié car la population de langue turque ou mongole ayant vécu à des périodes précédant l'apparition des royautés qui se donnèrent effectivement des noms de « Turcs » (au VIe s.) et de « Mongol » (au XIIe s.) était bien des Turcs ou des Mongols.

## États établis par les proto-mongols
Les Proto-mongols ont créé de nombreux états tels que l'état Xianbei, le khaganat rouran et la dynastie Liao, kithan.
| État Bida (Notre état)                              |                |                                           |          | |
| Xianbei                                             |                |                                           |          | |
| État Xianbei                                        | 93 – 234       |                                           |          | Orda, Monts Khangaï, Mongolie |
| Qin occidentaux                                     | 385 – 431      |                                           |          | Yongshicheng (385-386) Wanchuan (386-388, 400, 410-412) Jincheng (388-395) Xicheng (395-400) Dujianshan (409-410) Tanjiao (412) Fuhan (412-429) Dinglian (429-430) Nan'an (430-431) |
| Murong Xianbei                                      |                |                                           |          | |
| Anciens Yan                                         | 337–370        |                                           |          | Jicheng (337-341) Longcheng (341-350) Jicheng (350-357) Yecheng (357-370) |
| Yan occidentaux                                     | 384 – 394      |                                           |          | Chang'an (385-386) Zhangzi (386-394) |
| Yan tardifs                                         | 384 – 409      |                                           |          | Zhongshan (386-397) Longcheng (397-409) |
| Tuyuhun                                             | 284 – 672      |                                           |          | Fuqi |
| États Tuoba Xianbei                                 |                |                                           |          | |
| Liang méridional                                    | 397–414        |                                           |          | Lianchuan (397-399) Ledu (399, 402-406, 410-414) Xiping (399-402) Guzang (406-410)                                                                                                  |
| Dai state                                           | 315–377        |                                           |          | Shengle |
| Dynastie Wei du Nord                                | 386–535        | 2 000 000 km2 (450)                       |          | Shengle (386-398, capital de l'ancien Dai, proche de la moderne Hohhot) Pingcheng (398-493) Luoyang (493-534) Chang'an (534-535)                                                    |
| Dynastie Wei de l'Est                               | 534–550        | 1 000 000 km2 (550)                       |          | Luoyang (534) Yecheng (534-550) |
| Dynastie Wei de l'Ouest                             | 535–557        | 1 300 000 km² (557)                       | Chang'an | |
| Yuwen Xianbei (en)                                  |                |                                           |          | |
| Dynastie Zhou du Nord                               | 557–581        | 1 500 000 km2 (577)                       |          | Chang'an |
| Rouran                                              |                |                                           |          | |
| Khaganat Ruanruan                                   | 330 – 555      | 4 000 000 km2 (405),                      |          | Mumo, en Mongolie |
| Khitans (considérés parfois comme des Para-Mongols) |                |                                           |          | |
| Dynastie Liao                                       | 907 – 1125     | 2 600 000 km2 (947), 44 000 000 km2(1111) |          | Shangjing |
| Royaume Dongdan                                     | 926–936        |                                           |          | |
| Dynastie Liao du Nord                               | 1122–1123      |                                           |          | |
| Qara Khitai                                         | 1124/1125–1221 | 2 500 000 km2 (1210)                      |          | Balasagun |
| Liao orientaux                                      | 1211–1220      |                                           |          | |
| Buraq Hajib (ou Sultanat Khar-Khitan)               | 1220s–1306     |                                           |          | |
| Tatabi (Kumo Xi)                                    |                |                                           |          | |
| Grand Xi                                            | 1123           |                                           |          | |